# Финска марка
Финска марка (фин. Suomen markka, швед. finsk mark) је била валута Финске од 1860. до 28. фебруара 2002. Марку је у употреби заменио евро (€), који се појавио у циркулацији од 1. јануара 2002.
У тренутку конверзије курсни однос финске марке и евра је био €1 = 5,94573 марака.
Једна финска марка садржи 100 пенија (фин. penni, penniä, швед. penni). Скраћеница ове валуте била је FIM, а симбол mk.

## Историја
Док је Финска била у саставу Шведске, у употреби су биле шведске круне. Од 1809. у употреби су биле само руске рубље. По указу цара Александра II, на територији Велике финске кнежевине почеле су да се користе марке. Име валуте је одабрао филолог и књижевник Елијас Ленрот. Марка је била средњовековна јединица за тежину. Исто име валуте одабрала је Немачка, али 10 година касније. У прво време марка је била везана за вредност рубље, а од 1865. за вредност међународног стандарда у сребру. Златни стандард је уведен 1878. и трајао до краја Првог светског рата.
Почетком 1946. све старе банкноте су замењене. Године 1963. спроведена је деноминација, па је 100 старих марака мењано за једну нову.
Пред замену у евро, постојале су кованице од 10 и 50 пенија и 1, 5 и 10 марки. Банкноте су биле: 10, 20, 50, 100, 500 и 1000 марака.

## Банкноте
| номинална вредност | слика             | слика | личност                      |
| ------------------ | ----------------- | ----- | ---------------------------- |
| 10 марака          | 10 марака аверс   |       | Паво Нурми (1897–1973)       |
| 20 марака          | 20 марака аверс   |       | Вејне Лина (1920–1992)       |
| 50 марака          | 50 марака аверс   |       | Алвар Алто (1898–1976)       |
| 100 марака         | 100 марака аверс  |       | Жан Сибелијус (1865–1957)    |
| 500 Mark           | 500 марака аверс  |       | Елијас Ленрот (1802–1884)    |
| 1000 марака        | 1000 марака аверс |       | Андерс Куденијус (1729–1803) |